# シカゴマラソン
シカゴマラソン（英語: Chicago Marathon）は、毎年10月の第二日曜日に、アメリカ合衆国イリノイ州シカゴで開催される、ワールドアスレティックスエリートプラチナラベルのマラソン大会であり、ワールドマラソンメジャーズの一つである。
制限時間は6時間で、世界のトップランナーや市民ランナー約40,000人が参加する。平坦な高速コースとして知られる。

## 参加
市民ランナーの参加については、条件を満たすランナーにまず出場権を与えた後、定員の残りを抽選枠とする方式をとっている。
1、保証出場（Guaranteed Entry、条件を満たして応募すれば必ず出場できる。2014年は13,750人）

(1)Legacy Finishers：過去10年間にシカゴマラソンを5回以上完走している者 (2014年は2,700人)

(2)Time Qualifiers：資格タイムを満たす者（指定期間内におけるフルマラソンで男子3:15:00、女子3:45:00以内の記録。2014年は4,100人）

(3)Charity Runners：公式チャリティに参加する者（2014年は6,600人）

(4)International Tours：海外提携旅行会社からのツアー参加（2014年は350人）

2、抽選

1以外の一般応募者から抽選（2014年は 31,250人）

参考⇒ほかの世界の大規模マラソン：ニューヨークシティマラソン、ボストンマラソン、ロンドンマラソン、ベルリンマラソン、パリマラソン、東京マラソン

## 歴代優勝者
太字 は世界記録、 太字 は大会記録（いずれも当時）。
| 回  | 日付           | 男子選手                                   | タイム                 | 女子選手                             | タイム                 |
| --- | -------------- | ------------------------------------------ | ---------------------- | ------------------------------------ | ---------------------- |
| 1   | 1977年9月25日  | Dan Cloeter (USA)                          | 2:17:52                | Dorothy Doolittle (USA)              | 2:50:47                |
| 2   | 1978年9月24日  | Mark Stanforth (USA)                       | 2:19:20                | Lynae Larson (USA)                   | 2:59:25                |
| 3   | 1979年10月21日 | Dan Cloeter (USA) -2-                      | 2:23:20                | Laura Michalek (USA)                 | 3:15:45                |
| 4   | 1980年9月28日  | Frank Richardson (USA)                     | 2:14:04                | Sue Peterson (USA)                   | 2:45:03                |
| 5   | 1981年9月27日  | Phil Coppess (USA)                         | 2:16:13                | Tina Gandy (USA)                     | 2:49:39                |
| 6   | 1982年9月26日  | グレッグ・メイヤー (USA)                   | 2:10:59                | Nancy Conz (USA)                     | 2:33:23                |
| 7   | 1983年10月16日 | Joe Nzau (KEN)                             | 2:09:44                | ロザ・モタ (PRT)                     | 2:31:12                |
| 8   | 1984年10月21日 | スティーブ・ジョーンズ (GBR)               | 2:08:05                | ロザ・モタ (PRT) -2-                 | 2:26:01                |
| 9   | 1985年10月20日 | スティーブ・ジョーンズ (GBR) -2-           | 2:07:13                | ジョーン・ベノイト (USA)             | 2:21:21                |
| 10  | 1986年10月26日 | 瀬古利彦 (JPN)                             | 2:08:27                | イングリッド・クリスチャンセン (NOR) | 2:27:08                |
| N/A | 1987年10月25日 | ハーフマラソンのみ開催                     | ハーフマラソンのみ開催 | ハーフマラソンのみ開催               | ハーフマラソンのみ開催 |
| 11  | 1988年10月30日 | アレハンドロ・クルス (MEX)                 | 2:08:57                | リサ・ワイデンバック (USA)           | 2:29:17                |
| 12  | 1989年10月29日 | ポール・デイヴィス・ヘイル (GBR)           | 2:11:25                | リサ・ワイデンバック (USA) -2-       | 2:28:15                |
| 13  | 1990年10月28日 | マーティン・ピタヨ (MEX)                   | 2:09:41                | アウロラ・クーニャ (PRT)             | 2:30:11                |
| 14  | 1991年10月27日 | ホセルド・ロチャ (BRA)                     | 2:14:33                | ミッド・ハムリン・セノウスカ (SWE)   | 2:36:21                |
| 15  | 1992年10月25日 | ホセ・セザール・デ・ソウザ (BRA)           | 2:16:14                | リンダ・ソマース (USA)               | 2:37:41                |
| 16  | 1993年10月31日 | ルイス・アントニオ・ドスサントス (BRA)     | 2:13:15                | リトゥヤ・レメティネン (FIN)         | 2:33:18                |
| 17  | 1994年10月30日 | ルイス・アントニオ・ドスサントス (BRA) -2- | 2:11:16                | クリスティ・ジョンストン (USA)       | 2:31:34                |
| 18  | 1995年10月15日 | イーモン・マーティン (GBR)                 | 2:11:18                | リトゥヤ・レメティネン (FIN) -2-     | 2:28:27                |
| 19  | 1996年10月20日 | ポール・エバンス (GBR)                     | 2:08:52                | マリアン・サットン (GBR)             | 2:30:41                |
| 20  | 1997年10月19日 | ハーリド・ハヌーシ (MAR)                   | 2:07:10                | マリアン・サットン (GBR) -2-         | 2:29:03                |
| 21  | 1998年10月11日 | オンドロ・オソロ (KEN)                     | 2:06:54                | ジョイス・チェプチュンバ (KEN)       | 2:23:57                |
| 22  | 1999年10月24日 | ハーリド・ハヌーシ (MAR) -2-               | 2:05:42                | ジョイス・チェプチュンバ (KEN) -2-   | 2:25:59                |
| 23  | 2000年10月22日 | ハーリド・ハヌーシ (USA) -3-               | 2:07:01                | キャサリン・ヌデレバ (KEN)           | 2:21:33                |
| 24  | 2001年10月7日  | ベン・キモンジュ (KEN)                     | 2:08:52                | キャサリン・ヌデレバ (KEN) -2-       | 2:18:47                |
| 25  | 2002年10月13日 | ハーリド・ハヌーシ (USA) -4-               | 2:05:56                | ポーラ・ラドクリフ (GBR)             | 2:17:18                |
| 26  | 2003年10月12日 | エバンス・ルット (KEN)                     | 2:05:50                | スベトラーナ・ザハロワ (RUS)         | 2:23:07                |
| 27  | 2004年10月10日 | エバンス・ルット (KEN) -2-                 | 2:06:16                | コンスタンティナ・トメスク (ROU)     | 2:23:45                |
| 28  | 2005年10月9日  | フェリックス・リモ (KEN)                   | 2:07:02                | ディーナ・カスター (USA)             | 2:21:25                |
| 29  | 2006年10月22日 | ロバート・チェルイヨット (KEN)             | 2:07:35                | ベルハネ・アデレ (ETH)               | 2:20:42                |
| 30  | 2007年10月7日  | パトリック・イブチ (KEN)                   | 2:11:11                | ベルハネ・アデレ (ETH) -2-           | 2:33:49                |
| 31  | 2008年10月12日 | エバンス・チェルイヨット (KEN)             | 2:06:25                | リディア・グリゴリエワ (RUS)         | 2:27:17                |
| 32  | 2009年10月11日 | サムエル・ワンジル (KEN)                   | 2:05:41                | リリア・ショブホワ (RUS)             | 2:25:56                |
| 33  | 2010年10月10日 | サムエル・ワンジル (KEN) -2-               | 2:06:24                | リリア・ショブホワ (RUS) -2-         | 2:20:25                |
| 34  | 2011年10月9日  | モーゼス・モソップ (KEN)                   | 2:05:37                | リリア・ショブホワ (RUS) -3-         | 2:18:20                |
| 35  | 2012年10月7日  | ツェガエ・ケベデ (ETH)                     | 2:04:38                | アツェデ・バイッサ (ETH)             | 2:22:03                |
| 36  | 2013年10月13日 | デニス・キメット (KEN)                     | 2:03:52                | リタ・ジェプトゥー (KEN)             | 2:19:57                |
| 37  | 2014年10月12日 | エリウド・キプチョゲ (KEN)                 | 2:04:11                | リタ・ジェプトゥー (KEN) -2-         | 2:24:35                |
| 38  | 2015年10月11日 | ディクソン・チュンバ (KEN)                 | 2:09:25                | フローレンス・キプラガト (KEN)       | 2:23:33                |
| 39  | 2016年10月9日  | アベル・キルイ (KEN)                       | 2:11:23                | フローレンス・キプラガト (KEN) -2-   | 2:21:32                |
| 40  | 2017年10月8日  | ゲーレン・ラップ (USA)                     | 2:09:20                | ティルネシュ・ディババ (ETH)         | 2:18:31                |
| 41  | 2018年10月7日  | モハメド・ファラー (GBR)                   | 2:05:11                | ブリジット・コスゲイ (KEN)           | 2:18:35                |
| 42  | 2019年10月13日 | ローレンス・チェロノ (KEN)                 | 2:05:45                | ブリジット・コスゲイ (KEN) -2-       | 2:14:04                |
| 43  | 2021年10月10日 | Seifu Tura (ETH)                           | 2:06:12                | ルース・チェプンゲティチ (KEN)       | 2:22:31                |
| 44  | 2022年10月9日  | ベンソン・キプルト (KEN)                   | 2:04:24                | ルース・チェプンゲティチ (KEN) -2-   | 2:14:18                |
| 45  | 2023年10月8日  | ケルヴィン・キプタム (KEN)                 | 2:00:35                | シファン・ハッサン (NLD)             | 2:13:44                |
| 46  | 2024年10月13日 | ジョン・コリール (KEN)                     | 2:02:43                | ルース・チェプンゲティチ (KEN) -3-   | 2:09:56                |

## 車いすの部 （車いすマラソン）
1980年、Jane Schiffが3時間02分38秒で車いす使用者として初めて完走したが記録は非公式扱いであった。1989年、公式に車いすの部が設置され、男子はScott Hollonbeckが1時間45分30秒で、女子は Ann Cody Morrisが1時間58分51秒で優勝した。（※）なお、2009年には日本の副島正純が2位に、2010年には日本の土田和歌子が2位に入っている。
※出典公式サイトhistoryより

## 他の大会との関係

### 大阪マラソン
シカゴマラソンは、同市の姉妹都市である大阪市で催される大阪マラソンと提携関係にある。2013年の姉妹都市提携40周年記念イベント関連の交流事業や、大会代表者の表敬訪問など各種の交流が行われている。